# Can Barceló (Sant Martí Sarroca)
Can Barceló és una masia de Sant Martí Sarroca (Alt Penedès) protegida com a Bé Cultural d'Interès Local.

## Descripció
Masia composta de planta baixa i pis, amb coberta a dos vessants. Portal d'arc de mig punt adovellat i finestra amb marc, ampit i llinda de pedra. Contraforts. Edificis agrícoles annexes.